# Łabiszyn
Łabiszyn é um município da Polônia, na voivodia da Cujávia-Pomerânia e no condado de Żnin. Estende-se por uma área de 2,89 km², com 4 528 habitantes, segundo os censos de 2016, com uma densidade de 1566,8 hab/km².